# La Blonde ou la Brune?

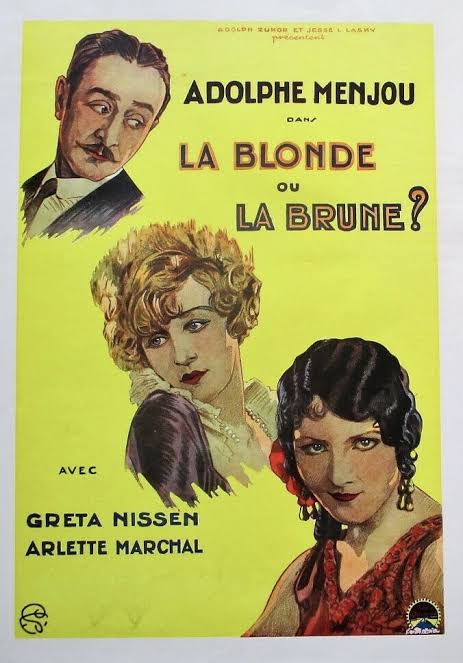
Affiche française du film.

La Blonde ou la Brune? (Blonde or Brunette) est un film américain réalisé par Richard Rosson et sorti en 1927.
Une copie du film est conservée à la Bibliothèque du Congrès.

## Fiche technique
- Titre original : Blonde or Brunette
- Réalisation : Richard Rosson
- Scénario : John McDermott, George Marion Jr. (intertitres)
- Production : Famous Players-Lasky
- Producteur : B. P. Schulberg
- Genre : Comédie romantique[2]
- Distributeur : Paramount Pictures
- Durée : 60 minutes (6 bobines)[1]
- Date de sortie :
  - États-Unis : 8 janvier 1927

## Distribution
- Adolphe Menjou : Henri Martel
- Greta Nissen : Fanny
- Arlette Marchal : Blanche
- Mary Carr : la grand-mère
- Evelyn Sherman : la belle-mère
- Emile Chautard : le beau-père
- Paul Weigel : Butler
- Henry Sedley : Turney
- Andre Lanoy : Hubert
- Henri Menjou : le détective